# Şevval Sam
Şevval Sam (née le 16 novembre 1972 à Istanbul) est une chanteuse et actrice turque.

## Biographie
Şevval Sam  est la fille de la chanteuse Leman Sam (née en 1951).
Şevval Sam est une mère d’un jeune homme Tarik Emir.
Yasak elma 2018/2019/2020 : rôle de Ender 